# Col de la Forclaz (Talloires-Montmin)
Pour les articles homonymes, voir Col de la Forclaz.
Le col de la Forclaz ou col de la Forclaz-de-Montmin (notamment sur les cartes du Tour de France) est un col routier alpin situé dans le département français de la Haute-Savoie à 1 147 m d'altitude. Il permet le passage entre la rive est du lac d'Annecy, depuis le village de Talloires et le vallon de Montmin qui descend sur Vesonne (Faverges), dans le pays de Faverges. Il est situé sur le territoire de la commune de Talloires-Montmin.

## Toponymie
Le mot Forclaz désigne un « passage dans la montagne » dans cette partie des Alpes,. Provient du latin Furca, Furcula signifiant « petite fourche »,.

## Géographie

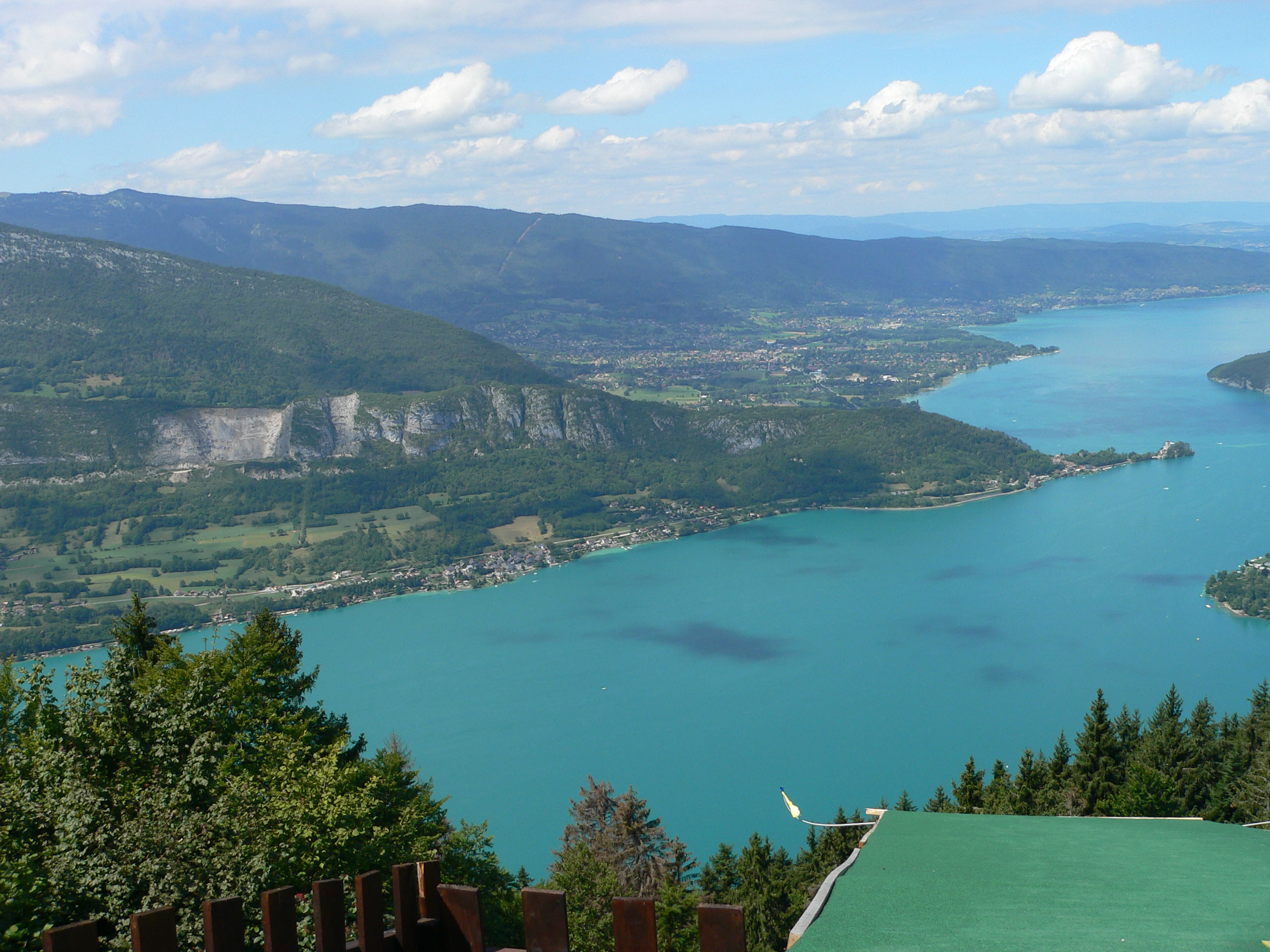
Vue sur le lac d'Annecy depuis le col.

Le col est considéré comme un belvédère permettant une vue panoramique du lac d'Annecy et en arrière sur les alpages de La Tournette.
Le climat y est de type montagnard.
Le col de La Forclaz est relié au reste du pays par une unique route départementale : la D42.

## Monument

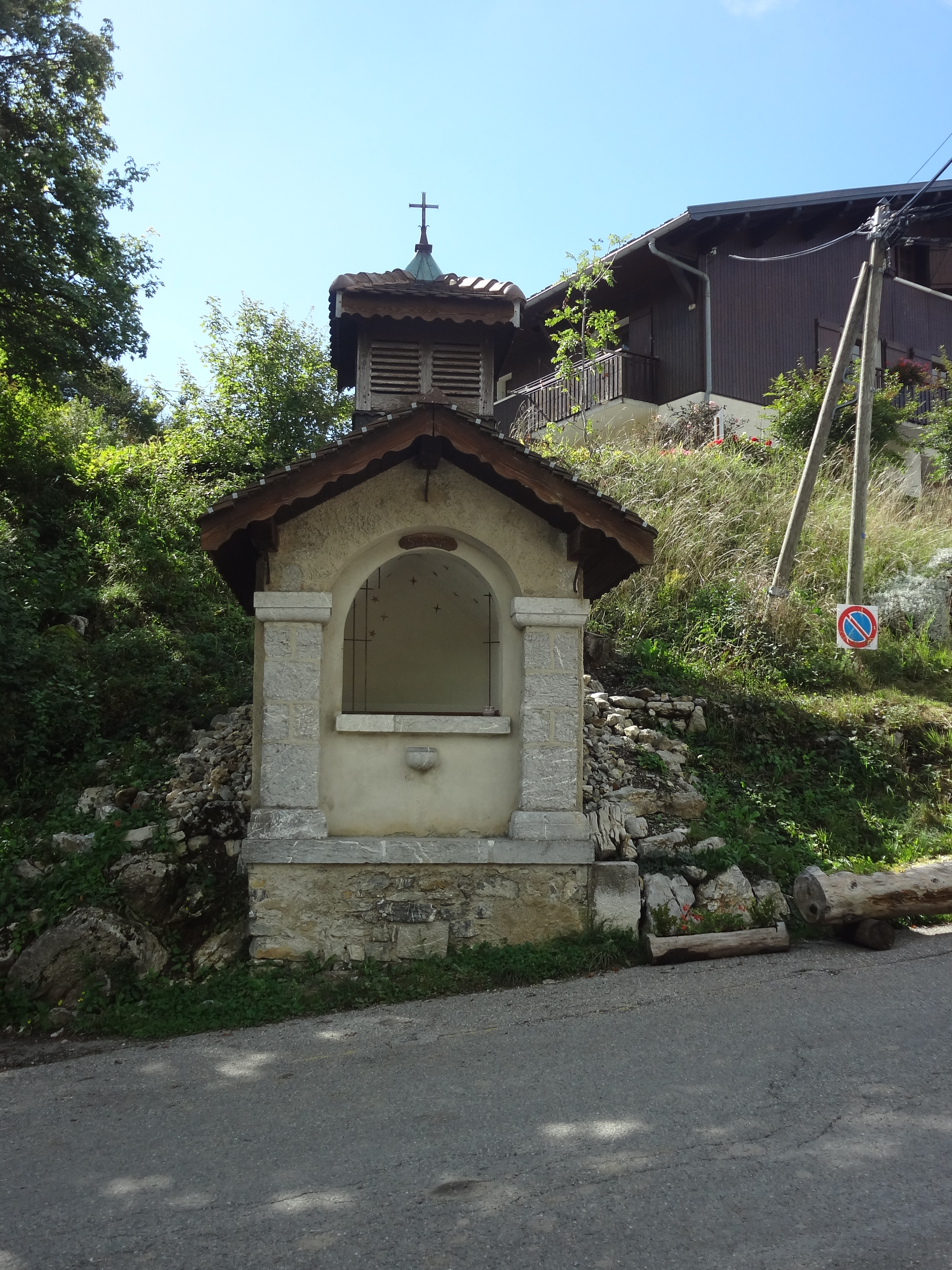
Oratoire du col de la Forclaz.

Le grand oratoire du Col de la Forclaz, dit de Saint Roch, est construit au col. La statue, représentant très probablement saint Antoine, qui se trouvait dans l'oratoire, a été volée en 1979. L'édifice recueille des dons.

## Activités

### Randonnée
Depuis le col et à proximité immédiate de nombreuses randonnées sont possibles :
- un chemin permet de descendre sur le village de Verthier (Doussard) ;
- un autre face au restaurant permet de rejoindre le col et le chalet de l'Aulp ;
- il est aussi possible de rejoindre le chalet de l'Aulp (1 h) depuis le lieu-dit la Côte à 2 km ;
- en étant bon marcheur, tenter l'ascension de La Tournette (2 352 m, 5/6 h) ;
- beaucoup moins difficile, le circuit des Sept fontaines à Montmin (1 h) est abordable pour les familles avec enfants.

Le col est sur le passage du sentier de grande randonnée de pays Tour du Lac d'Annecy.

### Vol libre
Le col est réputé pour son spot de vol libre (deltaplane, parapente). Un projet de téléphérique est à l'étude pour remonter touristes et sportifs.
En 2004, 2009 et 2012, le site a accueilli une étape de la coupe du monde de parapente de distance et en 2015 les championnats de France de voltige parapente.
Le site accueille les Championnats du monde FAI de parapente acrobatique en 2016.

### Sport d'hiver
Un stade de neige a été mis en place avec deux remontées mécaniques, sur le versant côté vallon de Montmin.

### Cyclisme
Le col de La Forclaz a été franchi au total à cinq reprises par le Tour de France. Il est classé en 1re catégorie depuis 1994. Voici les coureurs qui ont franchi en tête le col, :
- 1959 (19e étape) : Rolf Graf  Suisse
- 1997 (15e étape) : Laurent Jalabert  France
- 2004 (17e étape) : Richard Virenque  France
- 2016 (19e étape) : Thomas De Gendt  Belgique
- 2023 (15e étape) : Alexey Lutsenko  Kazakhstan

L'ascension est également au programme de la 8e étape du Critérium du Dauphiné 2024, classée en première catégorie.